# Veteranen Legioen Nederland

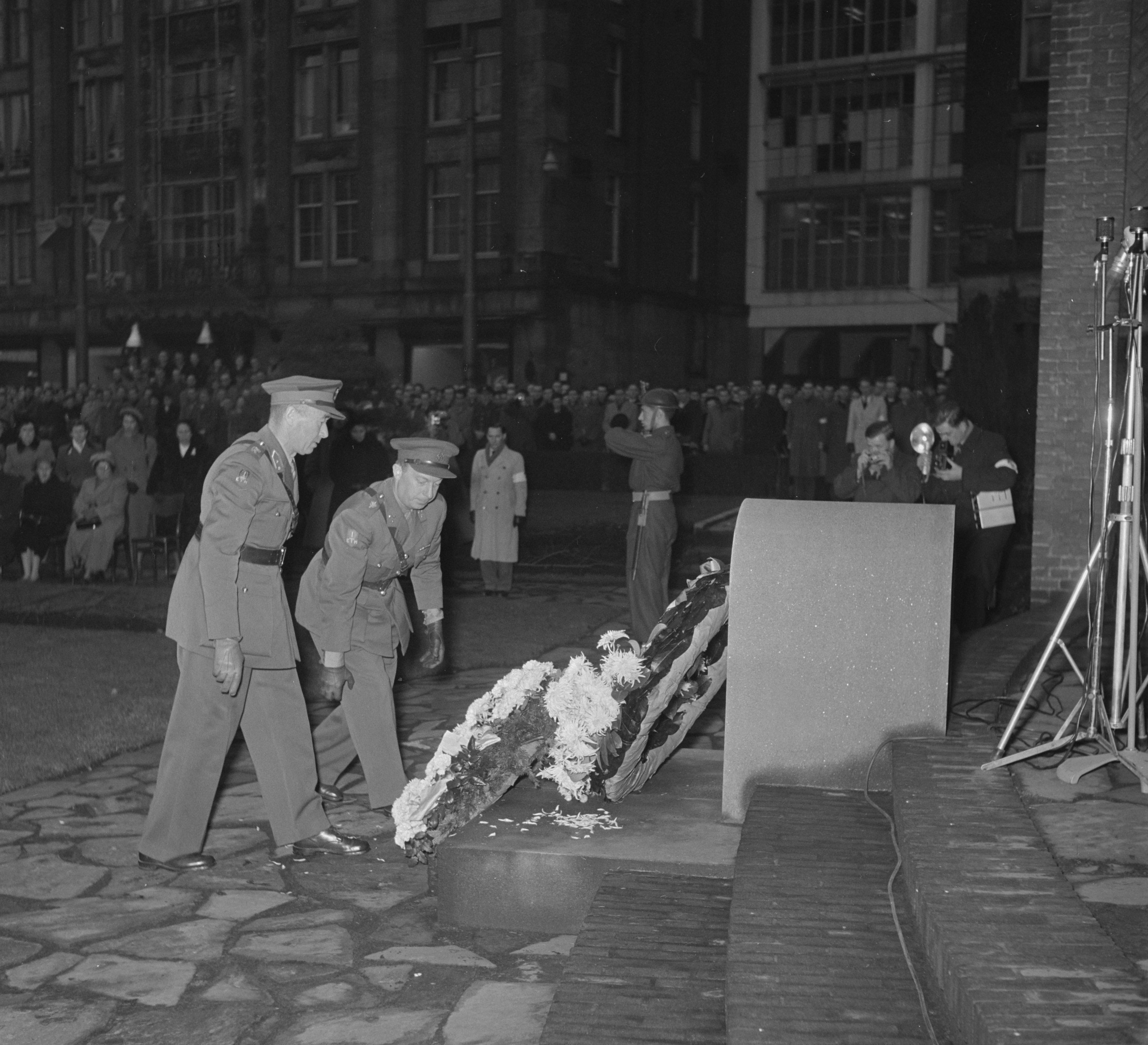
Kranslegging Veteranen Legioen Nederland op de Dam, Amsterdam (1952)

Het  Veteranen Legioen Nederland was een organisatie van Nederlandse veteranen uit diverse conflicten: de Eerste Wereldoorlog, de Tweede Wereldoorlog, de politionele acties, de Korea-oorlog en de strijd om Nieuw-Guinea in 1962. 
Het Veteranen Legioen Nederland fuseerde op 7 oktober 1978 met de Nederlandse Bond voor Oud-Strijders en Dragers van het Mobilisatiekruis, zelf weer een in 1950 ontstaan uit de fusie van de Nederlandse Bond voor Oud-Strijders en de Nationale Bond "Het Mobilisatiekruis 1914-1918.
Beide verenigingen bezaten een eigen onderscheiding, respectievelijk het Kruis van Verdienste van de Nederlandse Bond voor Oud-Strijders en Dragers van het Mobilisatiekruis in Zilver en Goud en het Kruis van Verdienste van de Nationale Bond "Het Mobilisatiekruis". Men is de eerste onderscheiding nog enige tijd blijven gebruiken. 

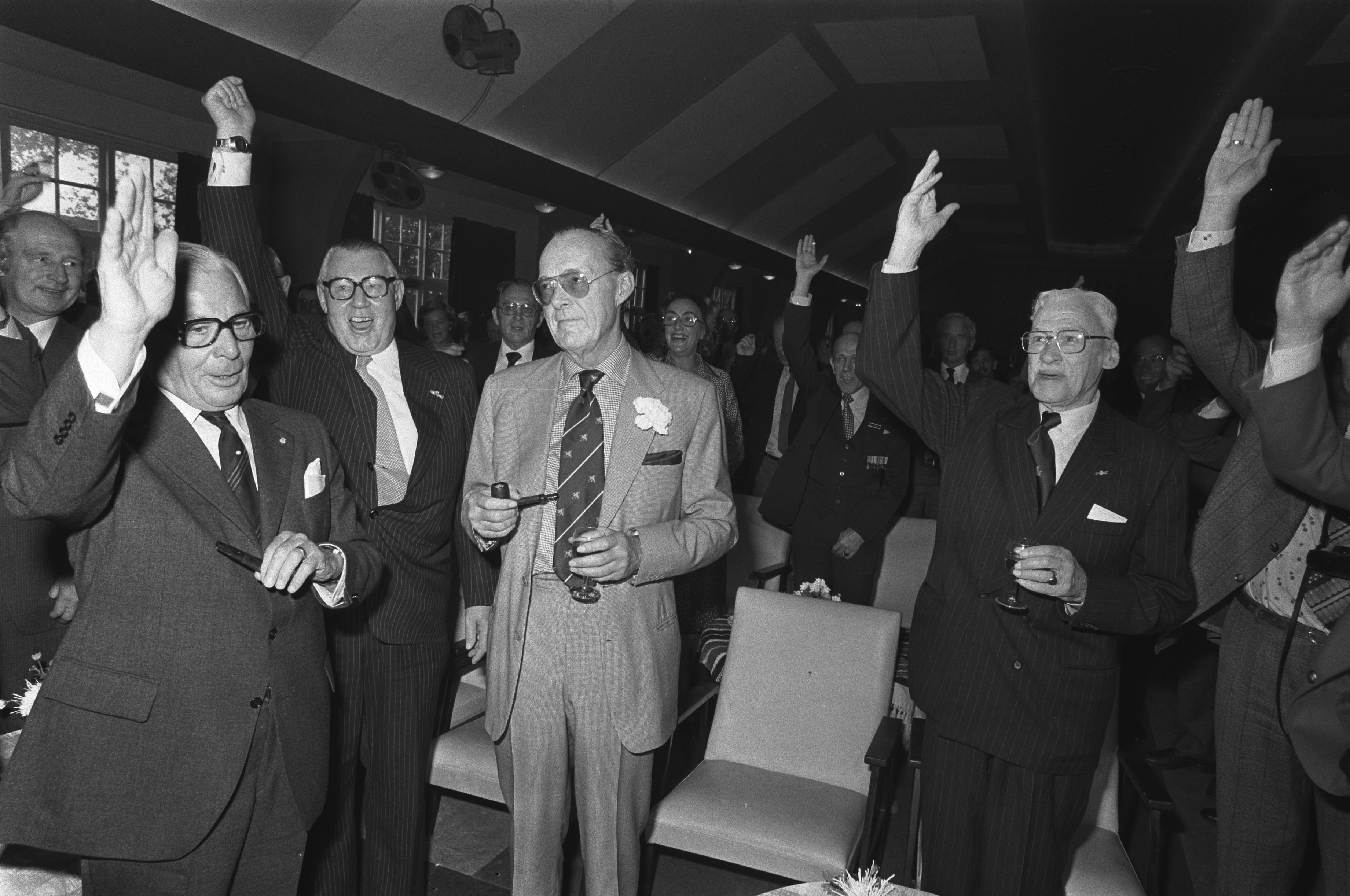
Prins Bernhard bij bijeenkomst van het Veteranen Legioen Nederland in Crailo (1978)

De oudste van deze twee bonden stamde van vlak na de Eerste Wereldoorlog toen Nederland weliswaar neutraal was maar een groot paraat leger bezat om die neutraliteit te kunnen handhaven. Voor de gemobiliseerden in de Eerste Wereldoorlog was een Mobilisatiekruis ingesteld. Niet alle indertijd gemobiliseerden bezaten dat kruis omdat men het zelf moest aanvragen en zelf moest betalen.
Het Veteranen Legioen Nederland fuseerde op zijn beurt met de Nederlandse Bond voor Oud-Strijders en ging nu Nederlandse Bond van Oud-Strijders - Veteranen Legioen Nederland heten. Er waren nu nog maar weinig dragers van het Mobilisatiekruis in leven. Op 10 mei 1986 werd de naam opnieuw gewijzigd: de bond heet sindsdien de Bond van Wapenbroeders. Deze bond staat open voor veteranen uit alle conflicten al zijn er nu geen overlevende gemobiliseerden uit de Eerste Wereldoorlog meer in leven.
Er zijn nog wel verenigingen van veteranen die een gezamenlijke strijd of een onderscheiding gemeen hebben. Zo zijn de dragers van het Bronzen Kruis en de Bronzen Leeuw verenigd in bijvoorbeeld de Vereniging Dragers Militaire Dapperheidsonderscheidingen. De Ridders in de Militaire Willems-Orde hebben altijd eigen verenigingen gekend, tegenwoordig is er de Koninklijke Vereniging van Ridders der Militaire Willems-Orde.